# Vezina-trófea

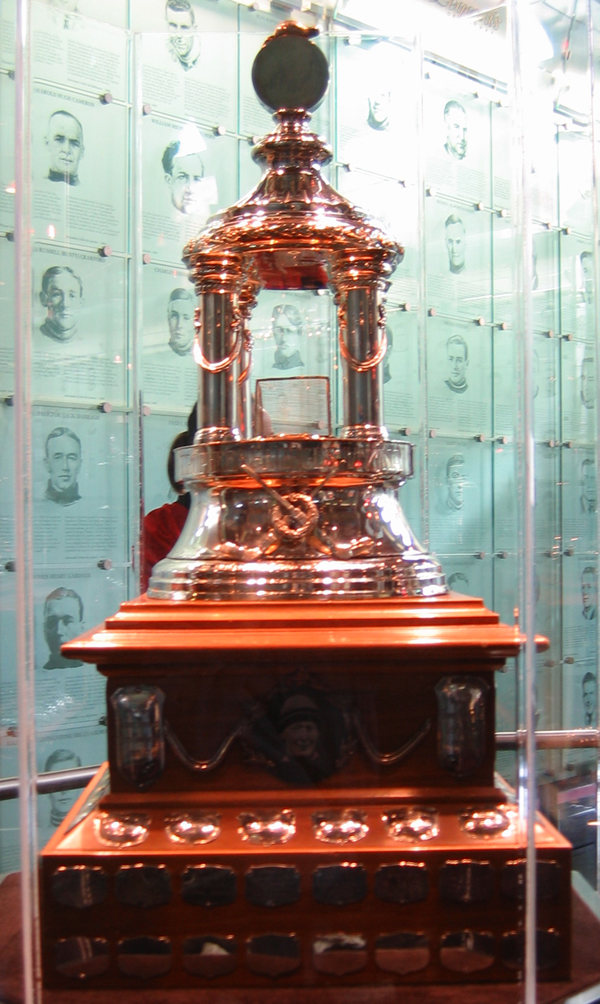
A Vezina-trófea

A Vezina-trófea egy egyéni trófea a National Hockey League-ben, melyet a kapusok között osztanak ki a szezon végén. Az a kapus kapja, akit a legjobbnak ítélnek meg. A kiválasztásban a csapatok GM-jei vesznek részt. 1981 előtt az a kapus kapta a díjat, amelyiknek a csapata a legkevesebb gólt kapta a szezon során. 1981 után ezt megváltoztatták a legjobb kapusnak járó díjra és megalapították a William M. Jennings-trófeát, amit a legkevesebb gólt kapott csapat kapusának ítélnek oda.

## Története
A trófeát Georges Vézina emlékére alapították, aki a Montréal Canadiens kapusa volt és egy mérkőzés során esett össze 1925-ben majd TBC-t diagnosztizáltak nála, ami egy évvel később a halálát okozta.

## A díjazottak

### 1982-napjaink

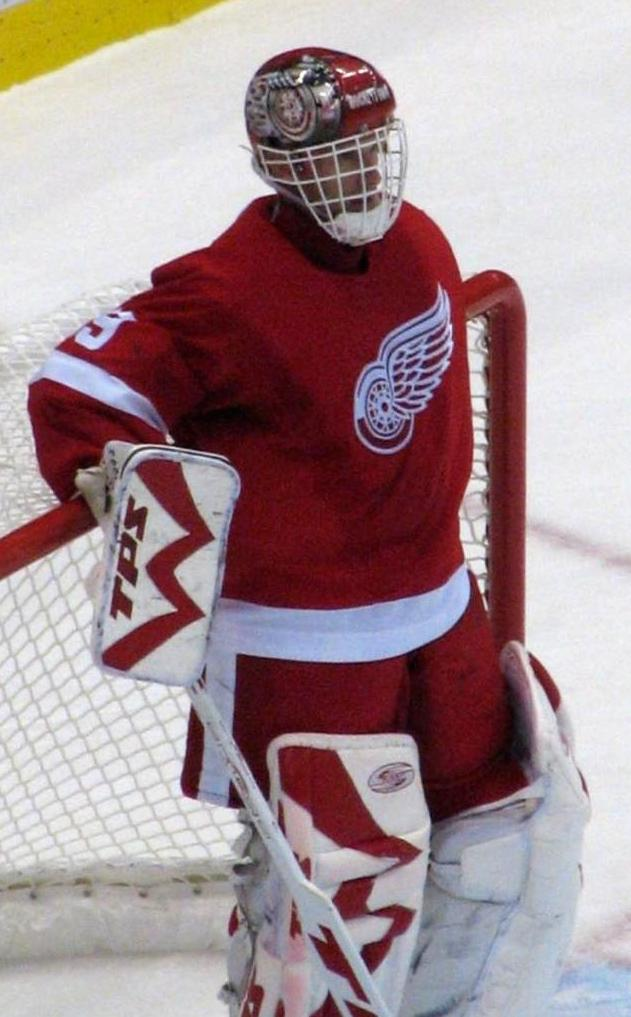
Dominik Hašek

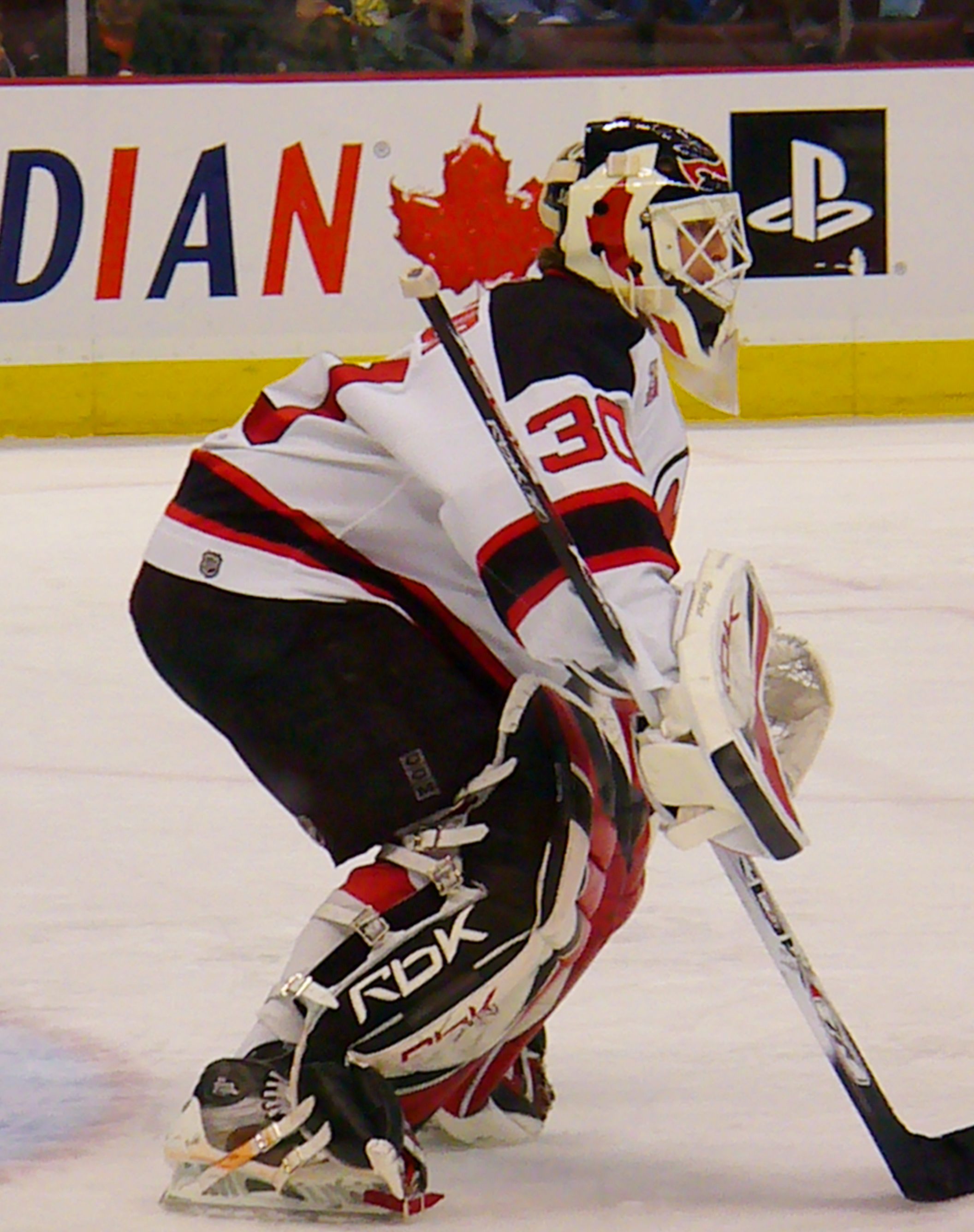
Martin Brodeur

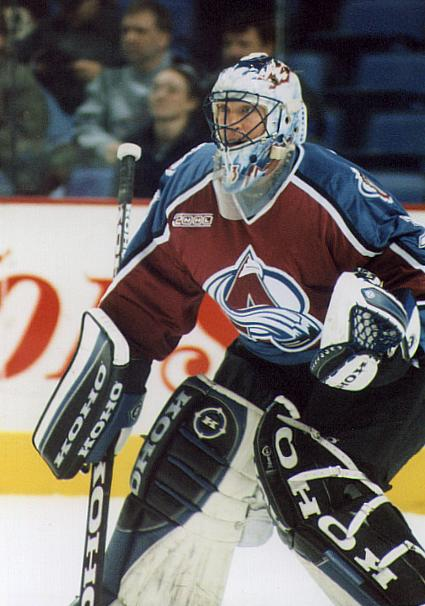
Patrick Roy

| Szezon    | Győztes                          | Csapat                           | #                                |                                  |
| --------- | -------------------------------- | -------------------------------- | -------------------------------- | -------------------------------- |
| 2024–2025 | Connor Hellebuyck                | Winnipeg Jets                    | 3                                |                                  |
| 2023–2024 | Connor Hellebuyck                | Winnipeg Jets                    | 2                                |                                  |
| 2022–2023 | Linus Ulmark                     | Boston Bruins                    | 1                                |                                  |
| 2021–2022 | Igor Sesztyorkin                 | New York Rangers                 | 1                                |                                  |
| 2020–2021 | Marc-Andre Flury                 | Vegas Golden Knights             | 1                                |                                  |
| 2019–2020 | Connor Hellebuyck                | Winnipeg Jets                    | 1                                |                                  |
| 2018–2019 | Andrej Vaszilevszkij             | Tampa Bay Lightning              | 1                                |                                  |
| 2017–2018 | Pekka Rinne                      | Nashville Predators              | 1                                |                                  |
| 2016–2017 | Szergej Bobrovszkij              | Columbus Blue Jackets            | 2                                |                                  |
| 2015–2016 | Braden Holtby                    | Washington Capitals              | 1                                |                                  |
| 2014–2015 | Carey Price                      | Montréal Canadiens               | 1                                |                                  |
| 2013–2014 | Tuukka Rask                      | Boston Bruins                    | 1                                |                                  |
| 2012–2013 | Szergej Bobrovszkij              | Columbus Blue Jackets            | 1                                |                                  |
| 2011–2012 | Henrik Lundqvist                 | New York Rangers                 | 1                                |                                  |
| 2010–2011 | Tim Thomas                       | Boston Bruins                    | 2                                |                                  |
| 2009–2010 | Ryan Miller                      | Buffalo Sabres                   | 1                                |                                  |
| 2008–2009 | Tim Thomas                       | Boston Bruins                    | 1                                |                                  |
| 2007–2008 | Martin Brodeur                   | New Jersey Devils                | 4                                |                                  |
| 2006–2007 | Martin Brodeur                   | New Jersey Devils                | 3                                |                                  |
| 2005–2006 | Miikka Kiprusoff                 | Calgary Flames                   | 1                                |                                  |
| 2004–2005 | A lockout miatt nem volt győztes | A lockout miatt nem volt győztes | A lockout miatt nem volt győztes | A lockout miatt nem volt győztes |
| 2003–2004 | Martin Brodeur                   | New Jersey Devils                | 2                                |                                  |
| 2002–2003 | Martin Brodeur                   | New Jersey Devils                | 1                                |                                  |
| 2001–2002 | Jose Theodore                    | Montréal Canadiens               | 1                                |                                  |
| 2000–2001 | Dominik Hašek                    | Buffalo Sabres                   | 6                                |                                  |
| 1999–2000 | Olaf Kölzig                      | Washington Capitals              | 1                                |                                  |
| 1998–1999 | Dominik Hašek                    | Buffalo Sabres                   | 5                                |                                  |
| 1997–1998 | Dominik Hašek                    | Buffalo Sabres                   | 4                                |                                  |
| 1996–1997 | Dominik Hašek                    | Buffalo Sabres                   | 3                                |                                  |
| 1995–1996 | Jim Carey                        | Washington Capitals              | 1                                |                                  |
| 1994–1995 | Dominik Hašek                    | Buffalo Sabres                   | 2                                |                                  |
| 1993–1994 | Dominik Hašek                    | Buffalo Sabres                   | 1                                |                                  |
| 1992–1993 | Ed Belfour                       | Chicago Blackhawks               | 2                                |                                  |
| 1991–1992 | Patrick Roy                      | Montréal Canadiens               | 3                                |                                  |
| 1990–1991 | Ed Belfour                       | Chicago Blackhawks               | 1                                |                                  |
| 1989–1990 | Patrick Roy                      | Montréal Canadiens               | 2                                |                                  |
| 1988–1989 | Patrick Roy                      | Montréal Canadiens               | 1                                |                                  |
| 1987–1988 | Grant Fuhr                       | Edmonton Oilers                  | 1                                |                                  |
| 1986–1987 | Ron Hextall                      | Philadelphia Flyers              | 1                                |                                  |
| 1985–1986 | John Vanbiesbrouck               | New York Rangers                 | 1                                |                                  |
| 1984–1985 | Pelle Lindbergh                  | Philadelphia Flyers              | 1                                |                                  |
| 1983–1984 | Tom Barrasso                     | Buffalo Sabres                   | 1                                |                                  |
| 1982–1983 | Pete Peeters                     | Boston Bruins                    | 1                                |                                  |
| 1981–1982 | Billy Smith                      | New York Islanders               | 1                                |                                  |

### 1927–1981
| Szezon    | Győztes                                      | Csapat              | #     |
| --------- | -------------------------------------------- | ------------------- | ----- |
| 1980–1981 | Denis Herron Michel Larocque Richard Sevigny | Montréal Canadiens  | 1 4 1 |
| 1979–1980 | Don Edwards Bob Sauvé                        | Buffalo Sabres      | 1     |
| 1978–1979 | Ken Dryden Michel Larocque                   | Montréal Canadiens  | 5 3   |
| 1977–1978 | Ken Dryden Michel Larocque                   | Montréal Canadiens  | 4 2   |
| 1976–1977 | Ken Dryden Michel Larocque                   | Montréal Canadiens  | 3 1   |
| 1975–1976 | Ken Dryden                                   | Montréal Canadiens  | 2     |
| 1974–1975 | Bernie Parent                                | Philadelphia Flyers | 2     |
| 1973–1974 | Bernie Parent                                | Philadelphia Flyers | 1     |
| 1973–1974 | Tony Esposito                                | Chicago Black Hawks | 3     |
| 1972–1973 | Ken Dryden                                   | Montréal Canadiens  | 1     |
| 1971–1972 | Tony Esposito Gary Smith                     | Chicago Black Hawks | 2 1   |
| 1970–1971 | Eddie Giacomin Gilles Villemure              | New York Rangers    | 1     |
| 1969–1970 | Tony Esposito                                | Chicago Black Hawks | 1     |
| 1968–1969 | Glenn Hall Jacques Plante                    | St. Louis Blues     | 3 7   |
| 1967–1968 | Gump Worsley Rogatien Vachon                 | Montréal Canadiens  | 2 1   |
| 1966–1967 | Glenn Hall Denis DeJordy                     | Chicago Black Hawks | 2 1   |
| 1965–1966 | Gump Worsley Charlie Hodge                   | Montréal Canadiens  | 1 2   |
| 1964–1965 | Johnny Bower Terry Sawchuk                   | Toronto Maple Leafs | 2 4   |
| 1963–1964 | Charlie Hodge                                | Montréal Canadiens  | 1     |
| 1962–1963 | Glenn Hall                                   | Chicago Black Hawks | 1     |
| 1961–1962 | Jacques Plante                               | Montréal Canadiens  | 6     |
| 1960–1961 | Johnny Bower                                 | Toronto Maple Leafs | 1     |
| 1959–1960 | Jacques Plante                               | Montréal Canadiens  | 5     |
| 1958–1959 | Jacques Plante                               | Montréal Canadiens  | 4     |
| 1957–1958 | Jacques Plante                               | Montréal Canadiens  | 3     |
| 1956–1957 | Jacques Plante                               | Montréal Canadiens  | 2     |
| 1955–1956 | Jacques Plante                               | Montréal Canadiens  | 1     |
| 1954–1955 | Terry Sawchuk                                | Detroit Red Wings   | 3     |
| 1953–1954 | Harry Lumley                                 | Toronto Maple Leafs | 1     |
| 1952–1953 | Terry Sawchuk                                | Detroit Red Wings   | 2     |
| 1951–1952 | Terry Sawchuk                                | Detroit Red Wings   | 1     |
| 1950–1951 | Al Rollins                                   | Toronto Maple Leafs | 1     |
| 1949–1950 | Bill Durnan                                  | Montréal Canadiens  | 6     |
| 1948–1949 | Bill Durnan                                  | Montréal Canadiens  | 5     |
| 1947–1948 | Turk Broda                                   | Toronto Maple Leafs | 2     |
| 1946–1947 | Bill Durnan                                  | Montréal Canadiens  | 4     |
| 1945–1946 | Bill Durnan                                  | Montréal Canadiens  | 3     |
| 1944–1945 | Bill Durnan                                  | Montréal Canadiens  | 2     |
| 1943–1944 | Bill Durnan                                  | Montréal Canadiens  | 1     |
| 1942–1943 | Johnny Mowers                                | Detroit Red Wings   | 1     |
| 1941–1942 | Frank Brimsek                                | Boston Bruins       | 2     |
| 1940–1941 | Turk Broda                                   | Toronto Maple Leafs | 1     |
| 1939–1940 | David Kerr                                   | New York Rangers    | 1     |
| 1938–1939 | Frank Brimsek                                | Boston Bruins       | 1     |
| 1937–1938 | Tiny Thompson                                | Boston Bruins       | 4     |
| 1936–1937 | Normie Smith                                 | Detroit Red Wings   | 1     |
| 1935–1936 | Tiny Thompson                                | Boston Bruins       | 3     |
| 1934–1935 | Lorne Chabot                                 | Chicago Black Hawks | 1     |
| 1933–1934 | Charlie Gardiner                             | Chicago Black Hawks | 2     |
| 1932–1933 | Tiny Thompson                                | Boston Bruins       | 2     |
| 1931–1932 | Charlie Gardiner                             | Chicago Black Hawks | 1     |
| 1930–1931 | Roy Worters                                  | New York Americans  | 1     |
| 1929–1930 | Tiny Thompson                                | Boston Bruins       | 1     |
| 1928–1929 | George Hainsworth                            | Montréal Canadiens  | 3     |
| 1927–1928 | George Hainsworth                            | Montréal Canadiens  | 2     |
| 1926–1927 | George Hainsworth                            | Montréal Canadiens  | 1     |